# Nervus ganglii occipitalis posterior
Nervus ganglii occipitalis posterior – nerw obecny w głowie owadów.
U prostoskrzydłych nerw ten stanowi niższe, parzyste połączenie przedmóżdża (protocerebrum) ze zwojem potylicznym (ganglion occipitale). Nerw ten wychodzi z niewielkiej grupy komórek w spodnio-tylnej części przedmóżdża i ciągnie się aż do zwoju szyjnego współczulnego układu nerwowego, przecinając calyx glomeruli ciałek grzybkowatych.